# Gela Calcio 2008-2009
Questa voce raccoglie le informazioni riguardanti il Gela Calcio nelle competizioni ufficiali della stagione 2008-2009.

## Rosa
| N. |                      | Ruolo | Calciatore                   |
| -- | -------------------- | ----- | ---------------------------- |
| -  | Italia (bandiera)    | P     | Domenico Cecere              |
| -  | Italia (bandiera)    | P     | Gabriele Ferla               |
| -  | Italia (bandiera)    | D     | Francesco Ambrosecchia       |
| -  | Italia (bandiera)    | D     | Raffaele Battisti (capitano) |
| -  | Italia (bandiera)    | D     | Rocco D'Aiello               |
| -  | Italia (bandiera)    | D     | Giovanni Esposito            |
| -  | Italia (bandiera)    | D     | Pasquale Esposito            |
| -  | Argentina (bandiera) | D     | Mariano Fernández            |
| -  | Italia (bandiera)    | D     | Alessandro Nigro             |
| -  | Italia (bandiera)    | D     | Cristian Romaggioli          |
| -  | Francia (bandiera)   | C     | Aboubaka Fofana              |
| -  | Italia (bandiera)    | C     | Luca Galuppi                 |
| -  | Italia (bandiera)    | C     | Gaetano Iannini              |

| N. |                            | Ruolo | Calciatore            |
| -- | -------------------------- | ----- | --------------------- |
| -  | Italia (bandiera)          | C     | Paolo Pennino         |
| -  | Italia (bandiera)          | C     | Nathan Schiavon       |
| -  | Italia (bandiera)          | C     | Francesco Uliano      |
| -  | Italia (bandiera)          | C     | Daniele Unniemi       |
| -  | Italia (bandiera)          | A     | Alessandro Alessandrì |
| -  | Argentina (bandiera)       | A     | Diego Canali          |
| -  | Rep. Dominicana (bandiera) | A     | José Espinal          |
| -  | Brasile (bandiera)         | A     | Franciel Hengemühle   |
| -  | Italia (bandiera)          | A     | Carmine Gaeta         |
| -  | Italia (bandiera)          | A     | Roberto Pasca         |
| -  | Italia (bandiera)          | A     | Orazio Russo          |
| -  | Italia (bandiera)          | A     | Andrea Staffolani     |

## Calciomercato

### Sessione estiva(dall'1/7 al 31/8)
| Acquisti | Acquisti              | Acquisti        | Acquisti   |
| R.       | Nome                  | da              | Modalità   |
| -------- | --------------------- | --------------- | ---------- |
| D        | Raffaele Battisti     | Vigor Lamezia   | definitivo |
| A        | Alessandro Alessandrì | Cisco Roma      | svincolato |
| A        | Roberto Pasca         | Fidelis Andria  | definitivo |
| A        | Diego Canali          | Boca Juniors    | definitivo |
| P        | Domenico Cecere       | Potenza         | definitivo |
| A        | José Espinal          | Novara          | prestito   |
| D        | Giovanni Esposito     | Paganese        | prestito   |
| D        | Pasquale Esposito     | Paganese        | prestito   |
| P        | Gabriele Ferla        | Messina         | definitivo |
| D        | Mariano Fernández     | Cisco Roma      | definitivo |
| A        | Carmine Gaeta         | Melfi           | definitivo |
| C        | Gaetano Iannini       | Bitonto         | definitivo |
| D        | Alessandro Nigro      | Real Marcianise | definitivo |
| A        | Roberto Pasca         | Fidelis Andria  | definitivo |
| D        | Cristian Romaggioli   | Pro Vasto       | definitivo |
| C        | Daniele Unniemi       | Real Marcianise | definitivo |

| Cessioni | Cessioni | Cessioni | Cessioni |
| R.       | Nome     | a        | Modalità |
| -------- | -------- | -------- | -------- |
|          |          |          |          |

### Sessione invernale(dall'4/1 al 31/1)
| Acquisti | Acquisti          | Acquisti   | Acquisti   |
| R.       | Nome              | da         | Modalità   |
| -------- | ----------------- | ---------- | ---------- |
| C        | Luca Galuppi      | Isola Liri | definitivo |
| A        | Orazio Russo      |            | svincolato |
| C        | Nathan Schiavon   | Giacomense | definitivo |
| A        | Andrea Staffolani | Ancona     | definitivo |

| Cessioni | Cessioni     | Cessioni | Cessioni   |
| R.       | Nome         | a        | Modalità   |
| -------- | ------------ | -------- | ---------- |
| A        | Diego Canali | Angolana | prestito   |
| A        | José Espinal | Rovigo   | definitivo |

## Risultati

### Lega Pro Seconda Divisione

#### Girone di andata
| Arbitro: | Carbone (Napoli) |

|                     |           |                 |
| Franciel 48’ (rig.) | Marcatori | 22’ Mastrolilli |

| Arbitro: | Giancola (Vasto) |

|                     |           |                           |
| Ceccarelli 31’, 41’ | Marcatori | 55’ Esposito 72’ Franciel |

| Gela 14 settembre 2008 3ª giornata | Gela            | 0 – 0 referto | Barletta | Stadio Vincenzo Presti\| Arbitro: \| Fiamingo (Pisa) \| |
| Arbitro:                           | Fiamingo (Pisa) |               |          |                                                         |

| Arbitro: | Merchiori (Ferrara) |

|  |           |               |
|  | Marcatori | 58’ Marinucci |

| Arbitro: | Nasca (Bari) |

|                               |           |           |
| Franciel 25’ (rig.) Pasca 88’ | Marcatori | 87’ Guzzo |

| Arbitro: | De Benedectis (Bari) |

|  |           |           |
|  | Marcatori | 49’ Gaeta |

| Arbitro: | Pizzi (Saronno) |

|                            |           |  |
| Espinal 18’ Pasca 31’, 84’ | Marcatori |  |

| Arbitro: | Di Francesco (Teramo) |

|  |           |                                   |
|  | Marcatori | 20’ Marinucci 94’ (rig.) Franciel |

| Arbitro: | Gallione (Alessandria) |

|              |           |  |
| Battisti 73’ | Marcatori |  |

| Aversa 2 novembre 2008 10ª giornata | Aversa Normanna  | 0 – 0 referto | Gela | Stadio Augusto Bisceglia\| Arbitro: \| Bolano (Livorno) \| |
| Arbitro:                            | Bolano (Livorno) |               |      |                                                            |

| Gela 9 novembre 2008 11ª giornata | Gela            | 0 – 0 referto | Pescina VG | Stadio Vincenzo Presti\| Arbitro: \| Tidona (Torino) \| |
| Arbitro:                          | Tidona (Torino) |               |            |                                                         |

| Atessa 16 novembre 2008 12ª giornata | Val di Sangro    | 0 – 0 referto | Gela | Stadio Monte Marcone\| Arbitro: \| Peretti (Verona) \| |
| Arbitro:                             | Peretti (Verona) |               |      |                                                        |

| Arbitro: | Barbiero (Vicenza) |

|             |           |              |
| Berardi 48’ | Marcatori | 36’ Battisti |

| Arbitro: | Vallesi (Ascoli Piceno) |

|                     |           |  |
| Pasca 69’ Gaeta 79’ | Marcatori |  |

| Arbitro: | Zonno (Bari) |

|  |           |                          |
|  | Marcatori | 31’ Franciel 94’ Espinal |

| Arbitro: | Santonocito (Abbiategrasso) |

|            |           |           |
| Cecere 93’ | Marcatori | 32’ Mollo |

| Arbitro: | Sguizzato (Verona) |

|  |           |           |
|  | Marcatori | 92’ Pasca |

#### Girone di ritorno
| Arbitro: | Merchiori (Ferrara) |

|                  |           |                            |
| Melis 35’ (rig.) | Marcatori | 25’ Esposito 80’ Marinucci |

| Gela 18 gennaio 2009 19ª giornata | Gela            | 0 – 0 referto | Monopoli | Stadio Vincenzo Presti\| Arbitro: \| Pizzi (Saronno) \| |
| Arbitro:                          | Pizzi (Saronno) |               |          |                                                         |

| Arbitro: | Di Paolo (Avezzano) |

|                             |           |           |
| Caracciolese 7’ Omolade 85’ | Marcatori | 80’ Russo |

| Arbitro: | Ostinelli (Como) |

|                     |           |                                                               |
| Franciel 56’ (rig.) | Marcatori | 35’ Bongiovanni 43’ (rig.), 62’ La Porta 92’ (aut.) Fernández |

| Cassino 15 febbraio 2009 22ª giornata | Cassino        | 0 – 0 referto | Gela | Stadio Gino Salveti\| Arbitro: \| Liotta (Lucca) \| |
| Arbitro:                              | Liotta (Lucca) |               |      |                                                     |

| Arbitro: | Spadaccini (Vasto) |

|                                 |           |  |
| Unniemi 12’ Franciel 57’ (rig.) | Marcatori |  |

| Arbitro: | Baratta (Salerno) |

|           |           |                            |
| Arigò 86’ | Marcatori | 36’ Esposito 48’ Marinucci |

| Arbitro: | Carbone (Napoli) |

|                          |           |  |
| Unniemi 41’ Franciel 66’ | Marcatori |  |

| Arbitro: | Giancola (Vasto) |

|                                   |           |  |
| Polani 11’ Danti 52’ Battisti 74’ | Marcatori |  |

| Gela 29 marzo 2009 27ª giornata | Gela               | 0 – 0 referto | Aversa Normanna | Stadio Vincenzo Presti\| Arbitro: \| Barbiero (Vicenza) \| |
| Arbitro:                        | Barbiero (Vicenza) |               |                 |                                                            |

| Arbitro: | Meli (Parma) |

|                        |           |                   |
| Arcamone 56’ Berra 90’ | Marcatori | 27’, 61’ Franciel |

| Arbitro: | Cafari (Cassino) |

|                           |           |  |
| Franciel 51’ Esposito 89’ | Marcatori |  |

| Arbitro: | Ferraioli (Nocera Inferiore) |

|                                   |           |            |
| Franciel 7’ Unniemi 13’ Gaeta 65’ | Marcatori | 83’ Caputo |

| Arbitro: | Ceccarelli (Terni) |

|                         |           |             |
| Siclari 54’ Lucioni 62’ | Marcatori | 5’ Franciel |

| Arbitro: | Soricaro (Barletta) |

|                               |           |           |
| Franciel 1’, 46’ Esposito 24’ | Marcatori | 35’ Manca |

| Arbitro: | Tramontina (Udine) |

|  |           |                     |
|  | Marcatori | 38’ (rig.) Franciel |

| Gela 17 maggio 2009 34ª giornata | Gela                | 0 – 0 referto | Andria BAT | Stadio Vincenzo Presti\| Arbitro: \| Zanichelli (Genova) \| |
| Arbitro:                         | Zanichelli (Genova) |               |            |                                                             |

#### Play-off
| Andria 31 maggio 2009 Semifinale | Andria BAT         | 0 – 0 referto | Gela | Stadio Degli Ulivi\| Arbitro: \| Pecorelli (Arezzo) \| |
| Arbitro:                         | Pecorelli (Arezzo) |               |      |                                                        |

| Gela 7 giugno 2009 Semifinale | Gela | 1 – 1 | Andria BAT | Stadio Vincenzo Presti |

| Arbitro: | Guida (Pompei) |

|           |           |  |
| Berra 32’ | Marcatori |  |

| Arbitro: | Doveri (Volterra) |

|                     |           |             |
| Franciel 59’ (rig.) | Marcatori | 30’ Bettini |

### Coppa Italia Lega Pro
| Barcellona Pozzo di Gotto 17 agosto 2008 Fase eliminatoria a gironi | Igea Virtus | 0 – 2 referto             | Gela | Stadio Carlo Stagno d'Alcontres |
| \| \| \| \| \| \| Marcatori \| 22’ Esposito 48’ Franciel \|         |             |                           |      |                                 |
|                                                                     |             |                           |      |                                 |
|                                                                     | Marcatori   | 22’ Esposito 48’ Franciel |      |                                 |

| Vibo Valentia 20 agosto 2008 Fase eliminatoria a gironi | Vibonese | 0 – 0 referto | Gela | Stadio Luigi Razza |

| Gela 24 agosto 2008 Fase eliminatoria a gironi                                   | Gela      | 2 – 2 referto          | Catanzaro | Stadio Vincenzo Presti (600 spett.) |
| \| \| \| \| \| Fernández 10’ Pasca 45’ \| Marcatori \| 72’ Corapi 90’ Berardi \| |           |                        |           |                                     |
|                                                                                  |           |                        |           |                                     |
| Fernández 10’ Pasca 45’                                                          | Marcatori | 72’ Corapi 90’ Berardi |           |                                     |

| Gela 3 settembre 2008 Fase eliminatoria a gironi                                                                                     | Gela      | 9 – 0 referto | Vigor Lamezia | Stadio Vincenzo Presti |
| \| \| \| \| \| Pasca 3’, 14’, 60’, 83’ (rig.) Alessandrì 39’ (rig.) Franciel 51’ Iannini 52’ Ascia 63’ Uliano 86’ \| Marcatori \| \| |           |               |               |                        |
| |           |               |               |                        |
| Pasca 3’, 14’, 60’, 83’ (rig.) Alessandrì 39’ (rig.) Franciel 51’ Iannini 52’ Ascia 63’ Uliano 86’                                   | Marcatori |               |               |                        |

| Cosenza 8 ottobre 2008 Primo turno              | Cosenza   | 0 – 1 referto | Gela | Stadio San Vito |
| \| \| \| \| \| \| Marcatori \| 68’ Marinucci \| |           |               |      |                 |
|                                                 |           |               |      |                 |
|                                                 | Marcatori | 68’ Marinucci |      |                 |

| 29 ottobre 2008 Secondo turno                                                               | Gela      | 5 – 0 referto | Crotone |  |
| \| \| \| \| \| Espinal 10’, 36’ Pasca 31’ (rig.) Canali 89’ Esposito 90’ \| Marcatori \| \| |           |               |         |  |
|                                                                                             |           |               |         |  |
| Espinal 10’, 36’ Pasca 31’ (rig.) Canali 89’ Esposito 90’                                   | Marcatori |               |         |  |

| Gallipoli 19 novembre 2008 Terzo turno                         | Gallipoli | 2 – 1 referto | Gela | Stadio Antonio Bianco |
| \| \| \| \| \| Di Gennaro 71’, 85’ \| Marcatori \| 9’ Pasca \| |           |               |      |                       |
|                                                                |           |               |      |                       |
| Di Gennaro 71’, 85’                                            | Marcatori | 9’ Pasca      |      |                       |

| Gela 26 novembre 2008 Terzo turno                                                                                              | Gela      | 1 – 7 referto                                                              | Sorrento | Stadio Vincenzo Presti |
| \| \| \| \| \| Canali 75’ (rig.) \| Marcatori \| 10’, 37’, 40’, 62’ Biancone 29’ La Vista 43’ Minadeo 82’ (rig.) Strambelli \| |           |                                                                            |          |                        |
| |           |                                                                            |          |                        |
| Canali 75’ (rig.) | Marcatori | 10’, 37’, 40’, 62’ Biancone 29’ La Vista 43’ Minadeo 82’ (rig.) Strambelli |          |                        |

## Statistiche
Statistiche aggiornate al 24 novembre 2016.

### Statistiche squadra
| Competizione               | Punti | In casa | In casa | In casa | In casa | In casa | In casa | In trasferta | In trasferta | In trasferta | In trasferta | In trasferta | In trasferta | Totale | Totale | Totale | Totale | Totale | Totale | DR  |
| Competizione               | Punti | G       | V       | N       | P       | Gf      | Gs      | G            | V            | N            | P            | Gf           | Gs           | G      | V      | N      | P      | Gf     | Gs     | DR  |
| -------------------------- | ----- | ------- | ------- | ------- | ------- | ------- | ------- | ------------ | ------------ | ------------ | ------------ | ------------ | ------------ | ------ | ------ | ------ | ------ | ------ | ------ | --- |
| Lega Pro Seconda Divisione | 64    | 19      | 9       | 9       | 1       | 25      | 11      | 19           | 8            | 7            | 4            | 19           | 15           | 38     | 17     | 16     | 5      | 44     | 26     | +18 |
| Coppa Italia Lega Pro      | 8     | 4       | 2       | 1       | 1       | 17      | 9       | 4            | 2            | 1            | 1            | 4            | 2            | 8      | 4      | 2      | 2      | 21     | 11     | +10 |
| Totale                     | 72    | 23      | 11      | 10      | 2       | 42      | 20      | 23           | 10           | 8            | 5            | 23           | 17           | 46     | 21     | 18     | 7      | 65     | 37     | +28 |

### Andamento in campionato
| Giornata  | 1 | 2 | 3  | 4 | 5 | 6 | 7 | 8 | 9 | 10 | 11 | 12 | 13 | 14 | 15 | 16 | 17 | 18 | 19 | 20 | 21 | 22 | 23 | 24 | 25 | 26 | 27 | 28 | 29 | 30 | 31 | 32 | 33 | 34 |
| --------- | - | - | -- | - | - | - | - | - | - | -- | -- | -- | -- | -- | -- | -- | -- | -- | -- | -- | -- | -- | -- | -- | -- | -- | -- | -- | -- | -- | -- | -- | -- | -- |
| Luogo     | C | T | C  | T | C | T | C | T | C | T  | C  | T  | T  | C  | T  | C  | T  | T  | C  | T  | C  | T  | C  | T  | C  | T  | C  | T  | C  | C  | T  | C  | T  | C  |
| Risultato | N | N | N  | V | V | V | V | V | V | N  | N  | N  | N  | V  | V  | N  | V  | V  | N  | P  | P  | N  | V  | V  | V  | P  | N  | N  | V  | V  | P  | V  | V  | N  |
| Posizione | 6 | 9 | 11 | 6 | 5 | 4 | 3 | 2 | 1 | 2  | 3  | 3  | 3  | 3  | 2  | 2  | 2  | 2  | 2  | 3  | 3  | 3  | 3  | 2  | 2  | 2  | 3  | 3  | 2  | 2  | 2  | 2  | 2  | 2  |

Legenda:

Luogo: C = Casa; T = Trasferta. Risultato: V = Vittoria; N = Pareggio; P = Sconfitta.

### Statistiche dei giocatori
| Giocatore | Lega Pro Seconda Divisione | Lega Pro Seconda Divisione | Lega Pro Seconda Divisione | Lega Pro Seconda Divisione | Coppa Italia Lega Pro | Coppa Italia Lega Pro | Coppa Italia Lega Pro | Coppa Italia Lega Pro | Totale   | Totale | Totale      | Totale     |
| Giocatore | Presenze                   | Reti                       | Ammonizioni                | Espulsioni                 | Presenze              | Reti                  | Ammonizioni           | Espulsioni            | Presenze | Reti   | Ammonizioni | Espulsioni |
| --------- | -------------------------- | -------------------------- | -------------------------- | -------------------------- | --------------------- | --------------------- | --------------------- | --------------------- | -------- | ------ | ----------- | ---------- |
| D. Cecere | 0                          | 0                          | 0                          | 0                          | 0                     | 0                     | 0                     | 0                     | 0        | 0      | 0           | 0          |